# Gladys Vanderbilt Széchenyi
Gladys Moore Vanderbilt (Newport 27 augustus 1886 – Washington D.C. 29 januari 1965) was een lid van de rijke Amerikaanse familie van Nederlandse afkomst Vanderbilt.
Ze werd geboren als zevende en laatste kind van de spoorwegmagnaat Cornelius Vanderbilt II en Alice Gwynne Claypoole. Gladys groeide op in hun familiehuis aan de Fifth Avenue in New York en hun zomerlandhuis The Breakers in Newport te Rhode Island. Dit huis erfde ze later. Haar aanstaande huwelijk met de katholieke Hongaarse graaf László Széchenyi de Sárvár-Felsövidék stuitte in het begin op tegenstand van de katholieke kerk, toen de bisschop van New York een oecumenische dienst weigerde. De Paus werd ingeschakeld en uiteindelijk werd er katholiek getrouwd.
Het paar reisde de hele wereld rond, maar gedurende de Eerste Wereldoorlog zamelde ze geld in voor verschillende hulporganisaties. Ondanks het feit dat ze geen opleiding daarvoor had gehad verpleegde ze gedurende deze oorlog de gewonden in de veldhospitalen van het westfront. Na de oorlog ontving ze hiervoor de Franse onderscheiding Croix de Guerre.

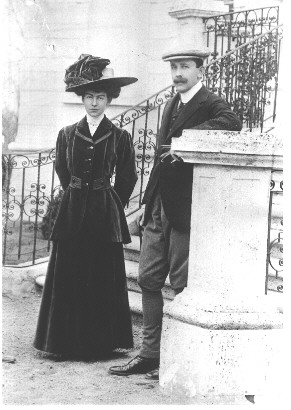
Het echtpaar in 1908